# Dick Halligan
Dick Halligan (ur. 29 sierpnia 1943 w Troy, zm. 18 stycznia 2022 w Rzymie) – amerykański muzyk, aranżer i producent muzyczny, członek zespołu Blood, Sweat and Tears (1967–1971). Kompozytor muzyki filmowej.
Dwukrotnie zdobył Nagrodę Grammy, a siedmiokrotnie był do niej nominowany.

## Życiorys i kariera muzyczna

### Początki
Dick Halligan urodził się 29 sierpnia 1943 roku w Troy, w stanie Nowy Jork. Dorastał w Michigan, po czym przeniósł się do Nowego Jorku, by tam chodzić do szkoły. W młodości słuchał muzyki big-bandowej Stana Kentona, Tommy’ego Dorseya i Glenna Millera. Ukończył Manhattan School of Music uzyskując tytuł Master of Arts w dziedzinie teorii muzyki i kompozycji, po czym kontynuował studia wokalne i pianistyczne.

### Blood, Sweat and Tears
W 1967 roku został członkiem jazz-rockowego zespołu Blood, Sweat & Tears. W zespole grał na puzonie, instrumentach klawiszowych i flecie. Był również współautorem kilku utworów, w tym „Redemption” i „Lisa Listen To Me”. Drugi studyjny album Blood, Sweat & Tears, zatytułowany jego nazwą, wydany w 1968 roku, spędził siedem tygodni na 1. miejscu listy Billboard 200 w 1969 roku, a w roku następnym zdobył nagrodę Grammy w kategorii: Album roku. W tym samym roku zespół zdobył również nagrodę Grammy w kategorii: Best Instrumental Arrangement za otwierający album utwór „Variations On A Theme by Eric Satie”. W 1971 roku, po nagraniu czwartego albumu studyjnego, B, S & T; 4 Halligan odszedł z zespołu. Wszystkie cztery albumy, które z nim zrealizował, uzyskały od RIAA certyfikat złotej płyty, a Blood, Sweat & Tears – nawet czterokrotnej platynowej płyty.

### Późniejsza działalność
Dick Halligan dał się też poznać jako twórca muzyki filmowej. Pierwszym filmem, do którego muzykę napisał, był The Owl and the Pussycat (Puchacz i kotka) z udziałem Barbry Streisand, zrealizowany w 1970 roku, kiedy był jeszcze członkiem Blood, Sweat & Tears. Później napisał muzykę do serialu Holmes And Yoyo, a następnie do takich filmów jak: Go Tell the Spartans (Spartanie, 1978), A Force of One (Jednoosobowy oddział, 1979), The Octagon (Ośmiokąt, 1980), Cheaper to Keep Her (1981) i "Fear City" (Miasto strachu, 1984). Komponował również dla orkiestr. Napisał i występował z jednoosobowym spektaklem Musical Being, opartym na jego książce o tym samym tytule, opisującej jego muzyczne doświadczenia.

### Śmierć
Dick Halligan zmarł 18 stycznia 2022 roku w Rzymie. Pozostawił córkę, piosenkarkę Shanę, zięcia Erica Kaufmana, wnuka Otisa i pasierba Buddy’ego.

## Nagrody
- Nagroda Grammy – 2 zdobyte, 7 nominacji[6].